# Monforte de la Sierra
Monforte de la Sierra est une commune de la province de Salamanque dans la communauté autonome de Castille-et-León en Espagne.

## Géographie

### Communes limitrophes
|            | Mogarraz              |                      |
| La Alberca | Monforte de la Sierra | Villanueva del Conde |
|            | Madroñal              | Cepeda               |

## Urbanisme

### Morphologie urbaine

Sélection de vues du village.
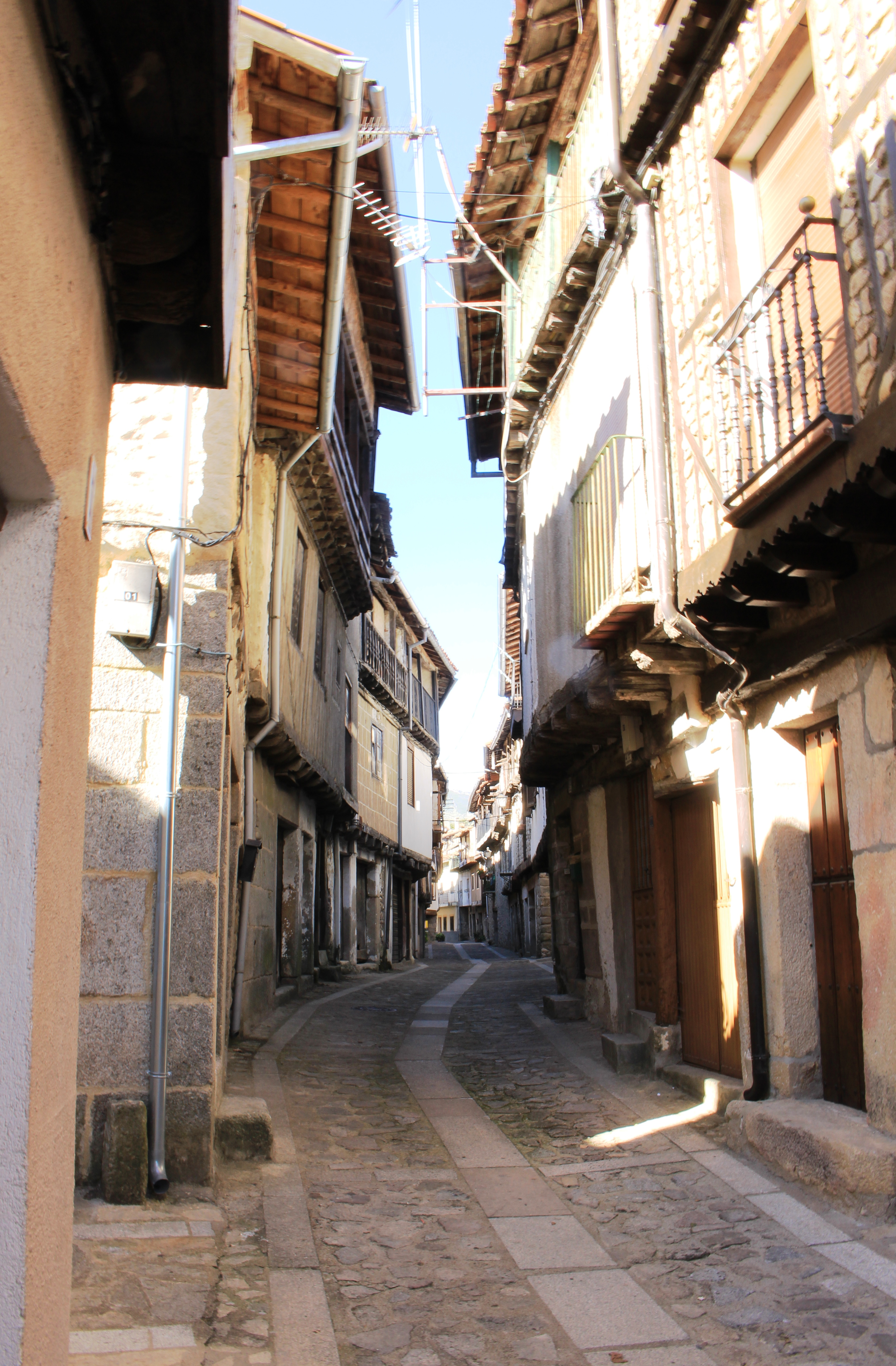
La rue
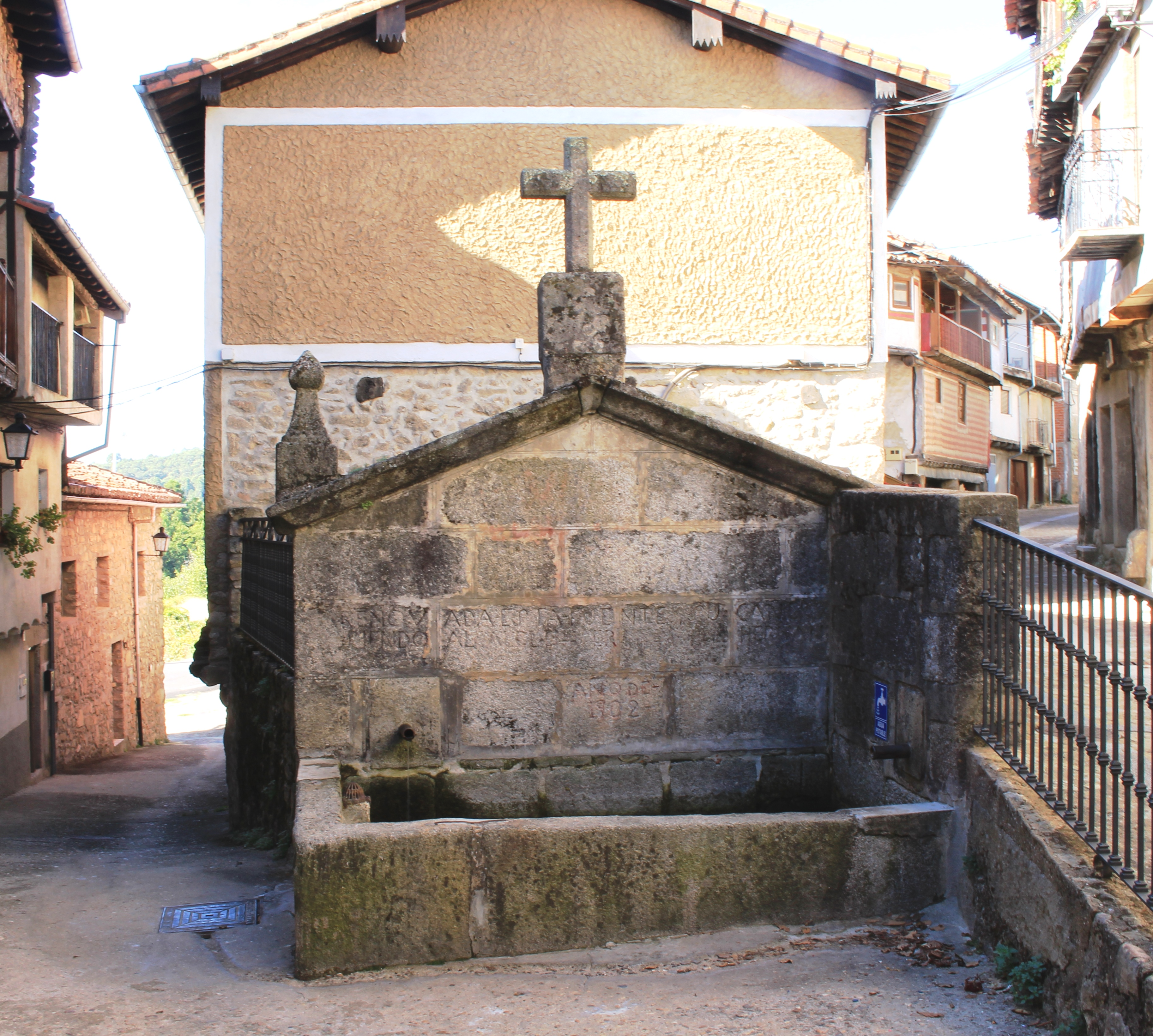
La fontaine

## Démographie
Évolution démographique depuis 1900
| 1900 | 1910 | 1920 | 1930 | 1940 | 1950 | 1960 | 1970 | 1981 | 1991 | 2000 | 2014 | 2017 | 2019 |
| ---- | ---- | ---- | ---- | ---- | ---- | ---- | ---- | ---- | ---- | ---- | ---- | ---- | ---- |
| 373  | 399  | 395  | 368  | 410  | 418  | 327  | 288  | 158  | 114  | 113  | 84   | 72   | 70   |

## Sites et patrimoine

### Lieux et monuments
- L'Église.

Sélection de vues de L'Église.
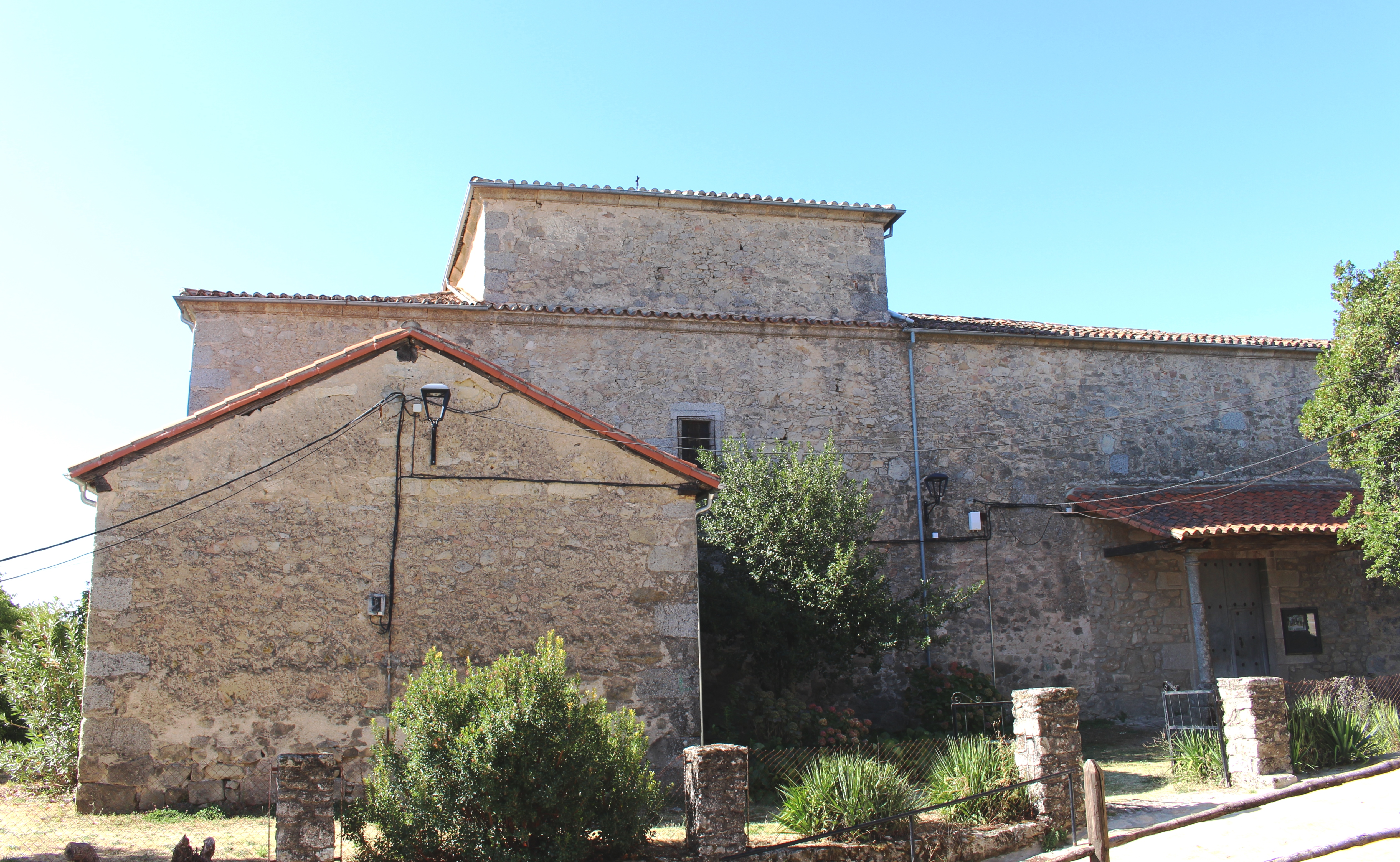
L'Église
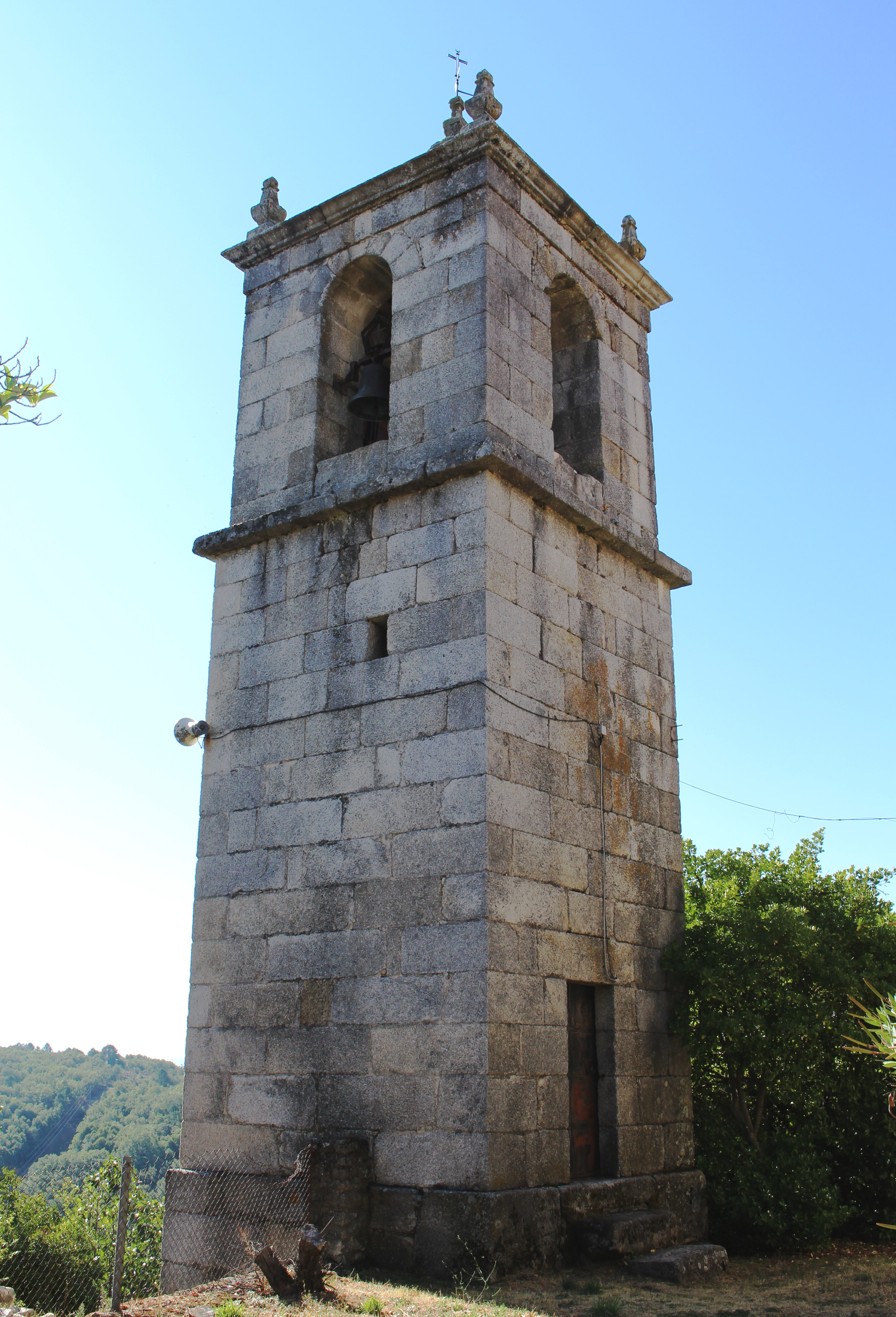
Le clocher